# Acachapan y Colmena 2.ª Sección (La Lima)
Acachapan y Colmena 2.ª Sección (La Lima) es una localidad del municipio de Centro ubicado en la subregión centro del estado mexicano de Tabasco.

## Geografía
La localidad de Acachapan y Colmena 2.ª Sección (La Lima) se sitúa en las coordenadas geográficas 18°03′28″N 92°49′35″O / 18.057778, -92.826389, a una elevación de 2 metros sobre el nivel del mar.

## Demografía
Según el Conteo de Población y Vivienda 2020, efectuado por el Instituto Nacional de Estadística y Geografía, la localidad de Acachapan y Colmena 2.ª Sección (La Lima) tiene 19 habitantes, de los cuales 11 son del sexo masculino y 8 del sexo femenino. Su tasa de fecundidad es de 1.57 hijos por mujer y tiene 7 viviendas particulares habitadas.
| Gráfica de evolución demográfica de Acachapan y Colmena 2.ª Sección (La Lima) entre 1995 y 2020 |
|                                                                                                 |
| INEGI.                                                                                          |